# Imphal Airport
Imphal Airport är en flygplats i Indien.   Den ligger i delstaten Manipur, i den östra delen av landet, 1 700 km öster om huvudstaden New Delhi. Imphal Airport ligger 774 meter över havet.
Terrängen runt Imphal Airport är huvudsakligen platt, men norrut är den kuperad. Runt Imphal Airport är det mycket tätbefolkat, med 2 614 invånare per kvadratkilometer. Närmaste större samhälle är Imphal, 7,2 km nordost om Imphal Airport. Trakten runt Imphal Airport består till största delen av jordbruksmark.